# Rudolfsturm
Rudolfsturm är ett monument i Österrike.   Det ligger i distriktet Gmunden och förbundslandet Oberösterreich, i den centrala delen av landet, 220 km väster om huvudstaden Wien. Rudolfsturm ligger 1 082 meter över havet.
Terrängen runt Rudolfsturm är huvudsakligen bergig, men norrut är den kuperad. Terrängen runt Rudolfsturm sluttar norrut. Närmaste större samhälle är Bad Goisern, 8,5 km norr om Rudolfsturm. 
I omgivningarna runt Rudolfsturm växer i huvudsak blandskog. Runt Rudolfsturm är det ganska tätbefolkat, med 70 invånare per kvadratkilometer.